# Bullaun von Dromagorteen
Der Bullaun von Dromagorteen im „Bonane Heritage Park“ im Townland Dromagorteen (irisch Drom an Ghoirtín) im County Kerry in Irland ist einer der ungewöhnlichsten Bullaunsteine, da er mehr als einen Meter hoch ist. Auch die Tatsache, dass die große Aushöhlung des Bullaun sich auf der Seite des Steins befindet ist ungewöhnlich, da eine der Erklärungen zur Funktion der Steine von ihrer Bedeutung für die Aufnahme von Flüssigkeiten (Milch, Wasser) ausgeht.
Auf den ersten Blick scheint die Aushöhlung natürlichen Ursprungs zu sein, aber sie ist definitiv artifiziell. Rund um den Bullaun sind kleine Löcher (englisch cups). Es wird vermutet, dass der Stein auf die Wintersonnenwende ausgerichtet ist. 
Der Bullaun von Dromagorteen liegt unmittelbar neben einem Fulacht Fia. Ein weiterer Bullaun „The Rolls of Butter“ liegt zwei Meilen südlich bei Feaghna.
Der ursprüngliche Zweck der Bullauns ist nicht bekannt, aber sie haben einen unbestreitbaren Zusammenhang mit dem Wasser und der Anbetung der Brigid. Die rituelle Verwendung der Bullauns hat sich in die christliche Zeit fortgesetzt, und viele sind in Verbindung mit frühen Kirchen gefunden worden, die meisten in Glendalough im County Wicklow.